# Próba Pratta
Próba Pratta – próba diagnostyczna stosowana w diagnostyce przewlekłej niewydolności żylnej określająca umiejscowienie niewydolnych żył łączących (przeszywających, perforatorów) kończyny dolnej.
Próbę wykonuje się następująco: pacjent unosi kończynę w pozycji leżącej, co powoduje odpływ krwi z żylaków. Następnie kończynę bandażuje się bandażem elastycznym, a w okolicy pachwinowej zaciska się opaskę elastyczną zamykającą ujście żyły odpiszczelowej (vena saphena magna). Po wykonaniu tych czynności badany wstaje i zwalnia się ucisk bandaża, odwijając go. Miejsca ponownego wypełnienia się żylaków wskazują na niewydolną żyłę przeszywającą.
Próba ta została opisana przez amerykańskiego chirurga Geralda H. Pratta w roku 1949.